# Siergiej Barbaszew
Siergiej Dmitrijewicz Barbaszew, ros. Сергей Дмитриевич Барбашев (ur. 26 lipca 1992 w Moskwie) – rosyjski hokeista.
Jego brat Iwan (ur. 1995) także został hokeistą.

## Kariera
- CSKA 2 Moskwa (2008-2009)
- Krasnaja Armija Moskwa (2009-2012)
- CSKA Moskwa (2011-2013)
  -  THK Twer (2012)
- Admirał Władywostok (2013-2017)
  -  Mołot-Prikamje Perm (2014-2015)
  -  Sokoł Krasnojarsk (2015-2016)
  -  HK Sachalin (2016-2017)
- Sibir Nowosybirsk (2016-2018)
- Mietałłurg Nowokuźnieck (2018-2019)
- SKA-Niewa (2019)
- Jugra Chanty-Mansyjsk (2019/2020)
- Mietałłurg Nowokuźnieck (2020-2021)
- Jużnyj Urał Orsk (2021-2022)
  -  Saryarka Karaganda (2022)
- HK Tambow (2022)
- Dizel Penza (2022-2023)
- Buran Woroneż (2023-)

Wychowanek i do 2013 zawodnik CSKA Moskwa. Od czerwca 2013 zawodnik Admirała Władywostok, gdzie trafił w wyniku wyboru zawodników z innych drużyn KHL. W sierpniu 2014 został przekazany do zespołu farmerskiego, Mołot-Prikamje Perm. Od końca października 2015 przekazany do Sokoła Krasnojarsk. W kwietniu 2016 przedłużył umowę z Admirałem o dwa lata. Później przekazany do drużyny HK Sachalin, występującej w lidze azjatyckiej. Po sezonie 2016/2017 zwolniony z Admirała Władywostok. Od maja 2017 zawodnik Sibiru Nowosybirsk. W maju 2020 przeszedł ponownie do Mietałłurga Nowokuźnieck. W maju 2021 odszedł stamtąd. Pod koniec maja 2021 został zakontraktowany przez Jużnyj Urał Orsk. Na turniej finałowy Pucharu Kontynentalnego w marcu 2022 został wypożyczony do kazachskiej Saryarki Karaganda. Od maja 2022 zawodnik HK Tambow. W październiku 2022 przeszedł do Dizelu Penza. W maju 2023 przeszedł do Burana Woroneż.
Uczestniczył w turniejach mistrzostw świata do lat 17 w 2009, mistrzostw świata juniorów do lat 18 w 2010, mistrzostw świata juniorów do lat 20 w 2012, turnieju hokeja mężczyzn na Zimowej Uniwersjadzie 2015.

## Sukcesy
Reprezentacyjne
- Srebrny medal mistrzostw świata juniorów do lat 20: 2012
- Złoty medal Zimowej Uniwersjady: 2015

Klubowe
- Złoty medal MHL /  Puchar Charłamowa: 2011 z Krasnaja Armija Moskwa
- Srebrny medal MHL: 2012 z Krasnaja Armija Moskwa
- Pierwsze miejsce w Dywizji Tarasowa KHL: 2013 z CSKA Moskwa
- Srebrny medal WHL: 2021 z Mietałłurgiem Nowokuźnieck
- Drugie miejsce w Pucharze Kontynentalnym: 2022 z Saryarką
- Złoty medal mistrzostw Kazachstanu: 2022 z Saryarką

Indywidualne
- Mistrzostwa świata do lat 18 w hokeju na lodzie mężczyzn 2010/Elita: jeden z trzech najlepszych zawodników reprezentacji
- KHL (2011/2012): najlepszy pierwszoroczniak miesiąca – listopad 2011
- KHL (2011/2012):
  - Piąte miejsce w klasyfikacji strzelców w fazie play-off: 7 goli[15]
  - Drugie miejsce w klasyfikacji asystentów fazie play-off: 14 asyst[16]
  - Trzecie miejsce w klasyfikacji kanadyjskiej w fazie play-off: 21 punktów[16]